# Націонал-консерватизм
Націонал-консерватизм (національний консерватизм) — політичний термін, що використовується, в основному в Європі, щоб описати варіант консерватизму, що концентрується більше на національних інтересах, ніж стандартний консерватизм, а також на відстоюванні культурної та етнічної ідентичності, не бувши при цьому відверто націоналістичним і не підтримуючи вкрай правий підхід. В Європі національні консерватори, як правило — євроскептики.
Націонал-консерватизм пов'язаний з соціальним консерватизмом, і як такий може бути значною мірою орієнтованим на традиційну сімейну та соціальну стабільність. Багато національних консерваторів таким чином, є соціальними консерваторами.

## Ідеологія

### Соціальна політика
Національно-консервативні партії є «соціально-традиційними» та підтримують традиційну сімейну та соціальну стабільність. За словами австрійського політолога Зіглінде Розенбергера, «національний консерватизм оспівує сім'ю як дім і центр ідентичності, солідарності та традиції». Таким чином, багато національних консерваторів є соціальними консерваторами.
Ідеолог українського консерватизму В'ячеслав Липинський вважав, що без відродження національного консерватизму не можна уявити політичного відродження недержавної колоніальної нації.

### Економічна політика
Націонал-консервативні партії в різних країнах не обов'язково поділяють єдину позицію щодо економічної політики: їхні погляди можуть варіюватися від підтримки планової економіки до центристської змішаної економіки та до підходу принципу невтручання. У першому, більш загальному, випадку, національних консерваторів можна відрізнити від ліберальних консерваторів, для яких вільний ринок економічної політики, дерегулювання і скорочення витрат є основними пріоритетами.

## Націонал-консервативні партії Європи
- - Україна — Народний Рух України
- - Польща — Право і справедливість
- Албанія — Республіканська партія Албанії
- Італія — Брати Італії
- Іспанія — Вокс
- Ізраїль — Лікуд, Єврейський дім
- Литва — Порядок і справедливість
- Люксембург — Альтернативна Партія Демократичних Реформ
- Сербія — Сербська прогресивна партія
- Словаччина — Народна партія — Рух за демократичну Словаччину
- Франція — Рух за Францію
- Швеція — Шведські демократи
- Німеччина — Альтернатива для Німеччини
- Франція — Національне об'єднання, Рух за Францію
- Греція — Незалежні греки, Грецьке рішення